# Puertas
Puertas – gmina w Hiszpanii, w prowincji Salamanka, w Kastylii i León, o powierzchni 62,71 km². W 2011 roku gmina liczyła 81 mieszkańców.